# Dillon (Colorado)
Dillon é uma cidade  localizada no estado americano de Colorado, no Condado de Summit.

## Demografia
Segundo o censo americano de 2000, a sua população era de 802 habitantes.
Em 2006, foi estimada uma população de 780, um decréscimo de 22 (-2.7%).

## Geografia
De acordo com o United States Census Bureau tem uma área de
6,2 km², dos quais 4,0 km² cobertos por terra e 2,2 km² cobertos por água. Dillon localiza-se a aproximadamente 2754 m acima do nível do mar.

## Localidades na vizinhança
O diagrama seguinte representa as localidades num raio de 24 km ao redor de Dillon.